# 문규현 (축구인)
문규현(한국 한자: 文揆賢, 1993년 4월 2일 ~ )은 대한민국의 전 축구 선수이며, 포지션은 미드필더였다.